# 玉泰盐铺
29°40′59″N 121°16′29″E / 29.683026°N 121.274791°E
玉泰盐铺，又称“清庐”，是蔣中正祖父蒋斯千创办的一家盐铺，旧址位于今中国浙江省宁波市奉化区溪口镇簟场弄口，蔣中正出生于此盐铺楼上。盐铺由硬山顶楼房和平屋组成，建筑曾数度毁坏，现存建筑修建于1948年。1996年，玉泰盐铺作为蒋氏故居的一部分被列入第四批全国重点文物保护单位。

## 历史
根据蔣中正褒扬祖父蒋斯千的《玉表公行状》载，其祖上自蒋仕杰迁居溪口以来均是普通农民，至蒋斯千方才开始经商。据溪口民间说法，蒋斯千早年为行贩，晚年有积蓄后方才在镇上开设玉泰盐铺。太平军占领奉化时，盐铺毁坏。1862年10月太平军撤退后，蔣中正父亲蒋肇聪子承父业，继续经营盐铺。蒋肇聪为人精明，盐铺的生意达到顶峰，拥有宁波盐务部门颁发的官鹽执照，并雇有账房、伙计和学徒，资本约二、三千银元。除贩盐外，盐铺还经营各种杂货，多售予溪口五岙的乡民。
1887年10月31日，蔣中正出生于玉泰盐铺二楼东屋。1888年，玉泰盐铺失火焚毁。此后虽然重建，但生意自此败落。1894年、1895年，蒋斯千、蒋肇聪相继去世，家道中衰。1896年，蔣中正同父异母的兄长蒋介卿与蒋中正生母王采玉发生矛盾，于是兄弟分家，盐铺由蒋介卿分得。1919年，蒋介卿外出担任职务，玉泰盐铺关闭:2577，1921年再度失火，此后重建。1941年4月，日军占领溪口，玉泰盐铺成为日军慰安所。1948年，因遭到白蚁破坏，由族人重建，形成石库门院落。蒋中正离开中国大陆后，1949年5月，玉泰盐铺由当地政府接管，先后成为卫生所和招待所，1983年由旅游部门修缮，次年对外开放。

## 建筑
蒋肇聪经营时，盐铺共有三间店面，后有作坊。1948年重建后的玉泰盐铺占地面积815平方米，为石库门院落，右前方开门，门额有“清庐”二字，右下墙角有蒋中正书写的“玉泰盐铺原址”奠基石。内部分为前后两进。前进为硬山顶两层楼房，面阔四间（含西侧楼梯间），前有庭院。后进为三间平房，其中最左一间为厨房。

## 保护和展示
1949年以后，虽经历次政治风波，玉泰盐铺保存完好。1979年，中共中央为争取蒋经国与中国大陆谈判以实现两岸统一，决定修葺玉泰盐铺、丰镐房和小洋房。1983年，奉化县第三招待所从玉泰盐铺迁出，玉泰盐铺由旅游部门组织维修，展示蒋中正出生的房间，次年对游客开放。1996年，玉泰盐铺与丰镐房、小洋房一道以蒋氏故居名义被列入第四批全国重点文物保护单位。1999年，楼房一层被依照盐铺形制重新布局，并设置蒋中正身世陈列室。

## 图片

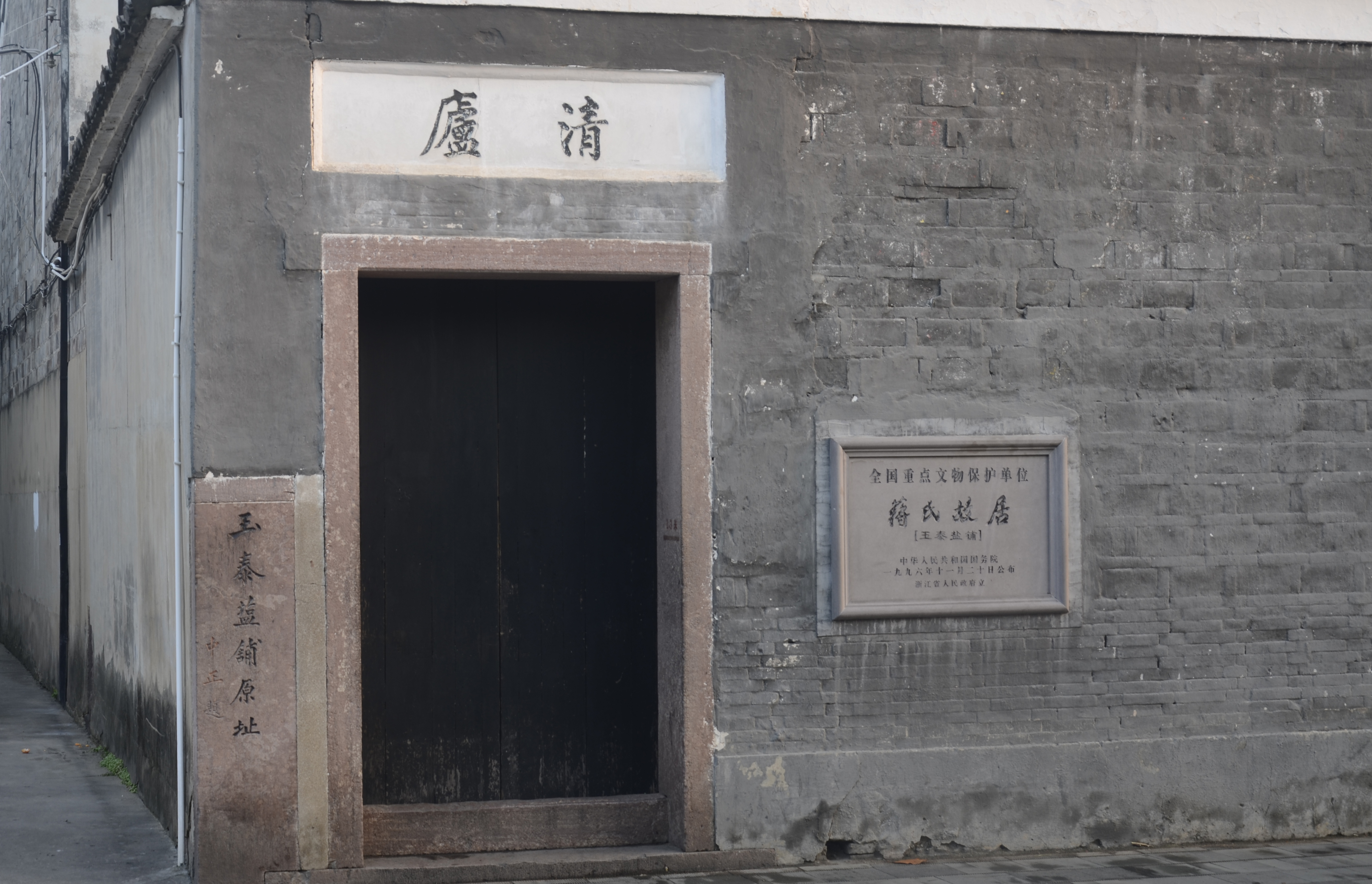
正门
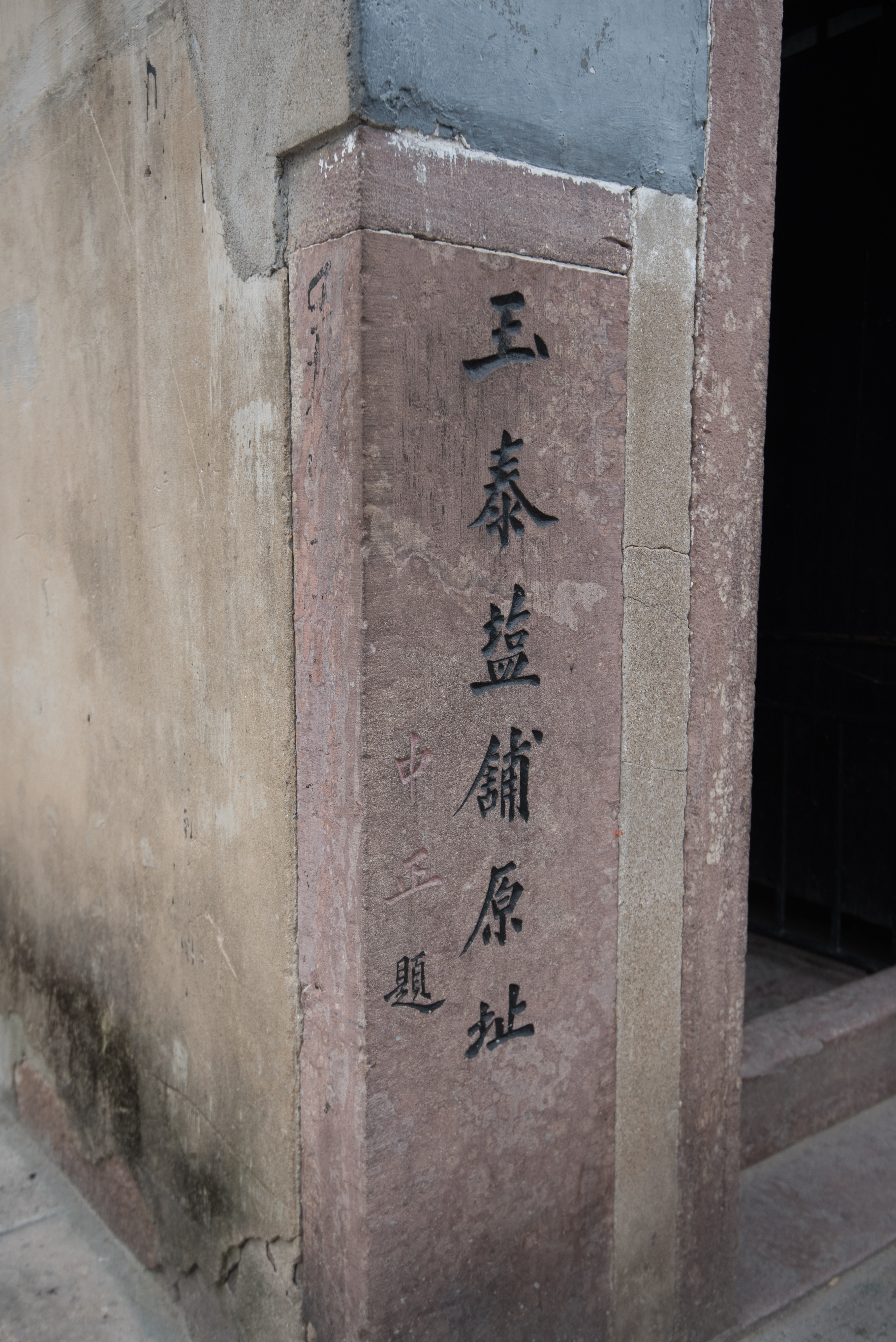
蒋中正题写的奠基石
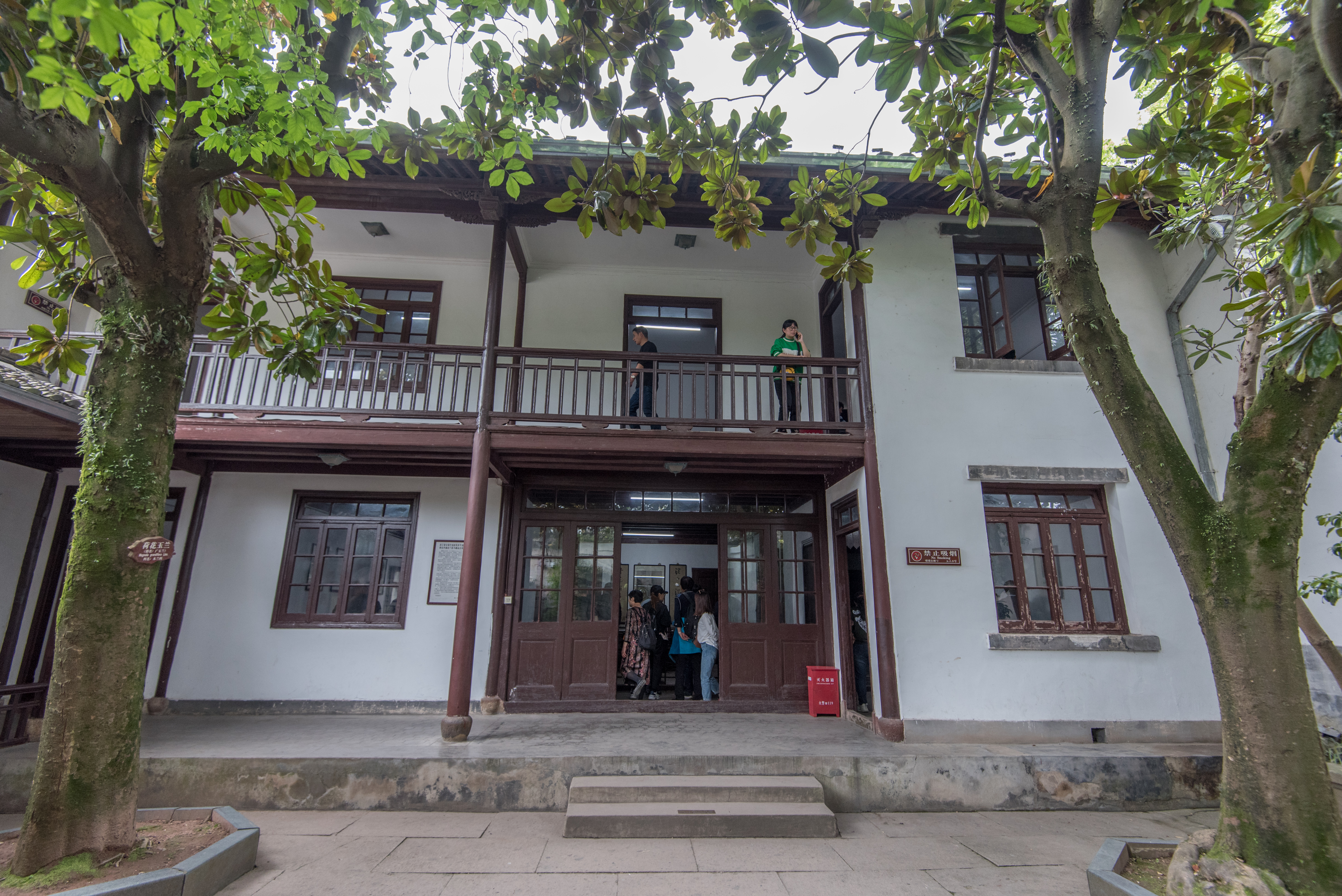
前进楼房
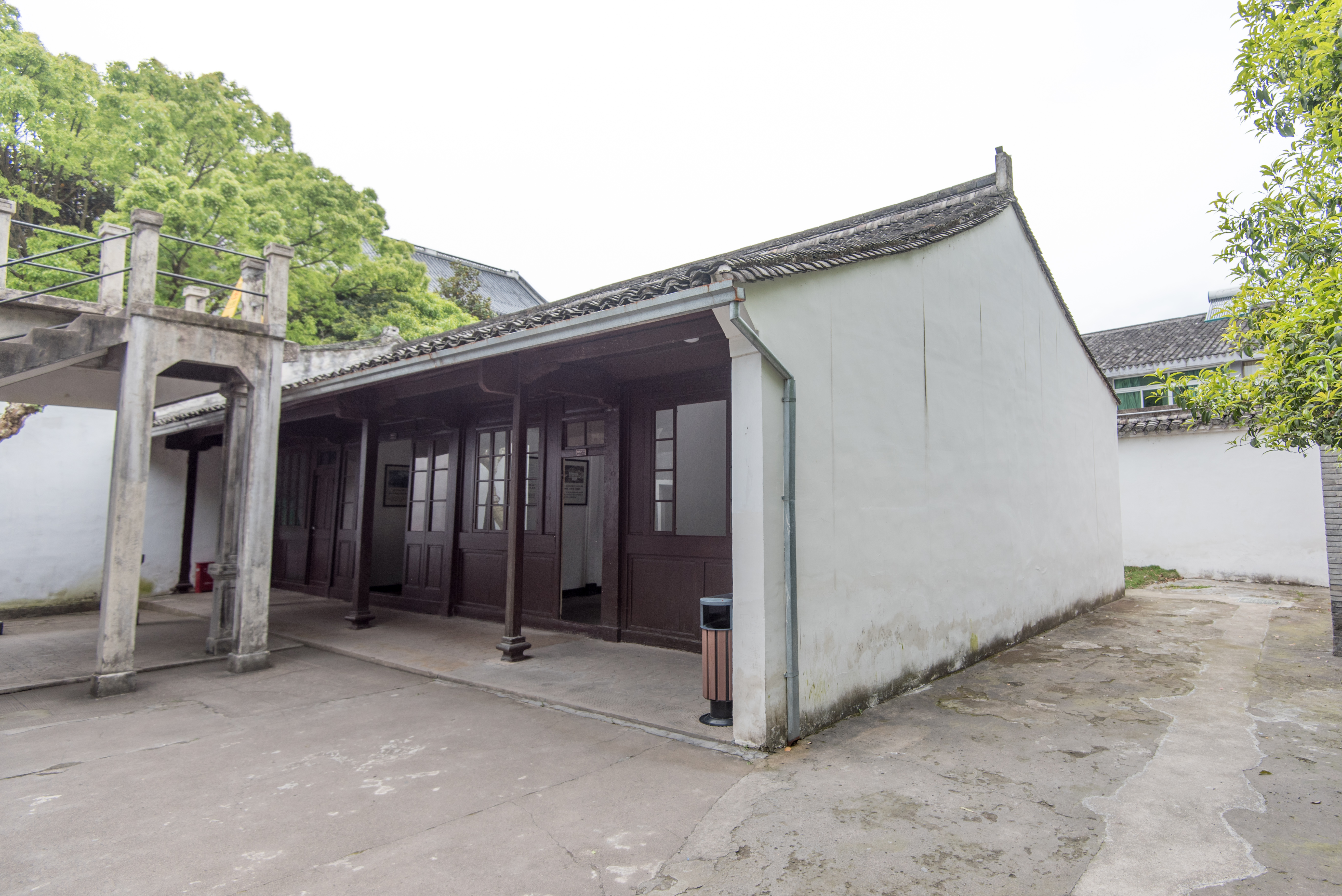
后进平房
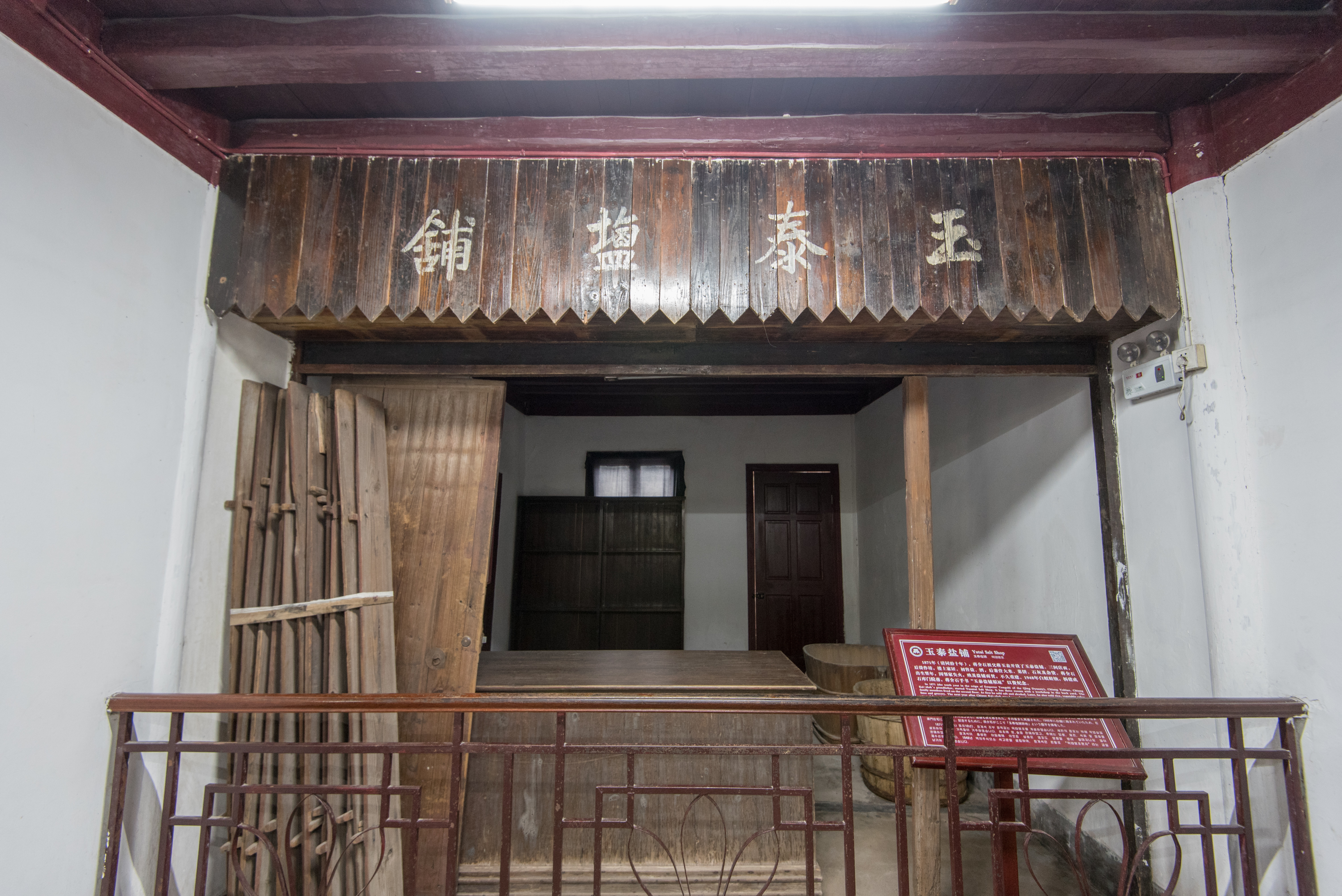
盐铺复原
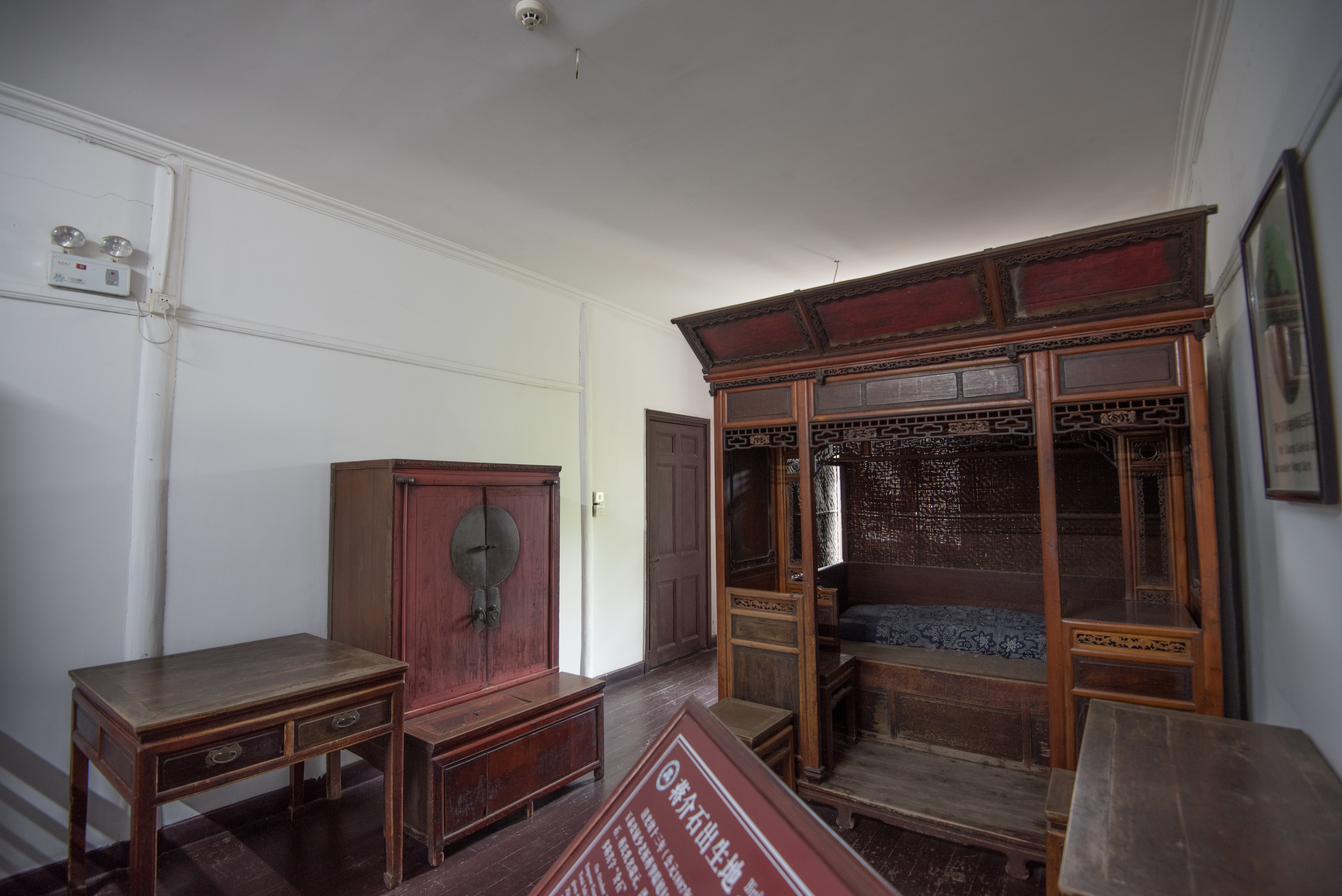
蒋中正出生地复原